# Kazimierz Rymut
Kazimierz Rymut (* 18. Dezember 1935 in Chechły bei Ropczyce; † 14. November 2006 in Krakau) war ein polnischer Onomastiker, Sprachhistoriker und Publizist.
Er studierte an der Jagiellonen-Universität in Krakau, wo er 1968 auch promovierte. Er wurde Professor an der Jagiellonen-Universität in Krakau im Jahre 1972.
Rymut war langjähriger Direktor des Instituts für polnische Sprache an der Polnischen Akademie der Wissenschaften und Chef der polnischen Namenforschungsabteilung, Vorsitzender der slawischen Namenforschungskommission im Internationalen Ausschuss der Slawen und Vorsitzender der Kommission für Ortsnamen und physiographische Bezeichnungen im polnischen Ministerium für Inneres und Verwaltung.

## Werke
- Nazwiska Polaków. Słownik historyczno-etymologiczny. Wydawnictwo Naukowe PWN, Kraków 2001. ISBN 83-87623-18-0; ISBN 83-87623-35-0
- Nazwy Miast Polski. Ossolineum, Breslau 1987, ISBN 83-04-02436-5
- Bibliografia onomastyki Polskiej, 1991–2000
- Kazimierz Rymut: Das Wörterbuch der Familiennamen in der aktuellen Nutzung in Polen. (2. Auflage, 1992), online
- Szkice onomastyczne i historycznojęzykowe. Kraków 2003, ISSN 0208-4074, ISBN 978-83-87623-71-5
- Słownik nazwisk używanych w Polsce na początku XXI wieku. Kraków 2003–2005; Warszawa 2005, ISBN 83-60340-00-5